# Río Neelum
 El río Neelum ( en hindi: नीलम नदी  ) o Kishanganga ( en hindi: कृष्णगंगा नदी ), es un río en la región de Cachemira de India y Pakistán; comienza en la ciudad india de Gurais y luego se fusiona con el río Jhelum cerca de la ciudad paquistaní de Muzaffarabad .

## Curso
El río Neelam se origina en el lago Krishansar en las cercanías de Sonamarg en Jammu y Cachemira administrados por la India, y corre hacia el norte hasta la aldea de Badoab en el valle de Tulail, donde se encuentra con un afluente del lado de Dras . Luego corre hacia el oeste, paralelo a la Línea de Control de Cachemira. Es alimentado por muchas corrientes tributarias glaciales en su camino. Entra en Azad Cachemira administrada por Pakistán en el sector Gurez de la Línea de Control. Luego corre nuevamente hacia el oeste, paralelo a la Línea de Control, pasando por Sharada. Después de Sharda, toma dirección suroeste y corre a lo largo de la línea de control cerca de Tithwal. Luego nuevamente va hacia el noroeste, formando un amplio arco para unirse al río Jhelum en Muzaffarabad .
El río Neelum tiene 245 kilómetros de largo, cubre 50 kilómetros en la Cachemira administrada por la India y los 195 kilómetros restantes en la Cachemira administrada por Pakistán. 

## Variedad de peces
Hay diferentes tipos de peces que se encuentran en abundancia en el río Neelum. Como el río cruza casi por completo la Línea de Control, siendo la principal causa del conflicto de Cachemira, existe un sentimiento de incertidumbre entre los habitantes, muchos de ellos han emigrado a lugares más seguros, lo que ha dejado las orillas del río escasamente pobladas y mantienen el río en perfectas condiciones para el desarrollo de los peces. Los más famosos entre las diferentes variedades de peces que se encuentran en el río Neelum son:
- Trucha marrón ( Salmo trutta )
- Trucha arcoíris ( Oncorhynchus mykiss )
- Trucha de nieve ( Schizothorax plagiostomus )
- Shuddgurn
- Anyour

## Valle de Neelum

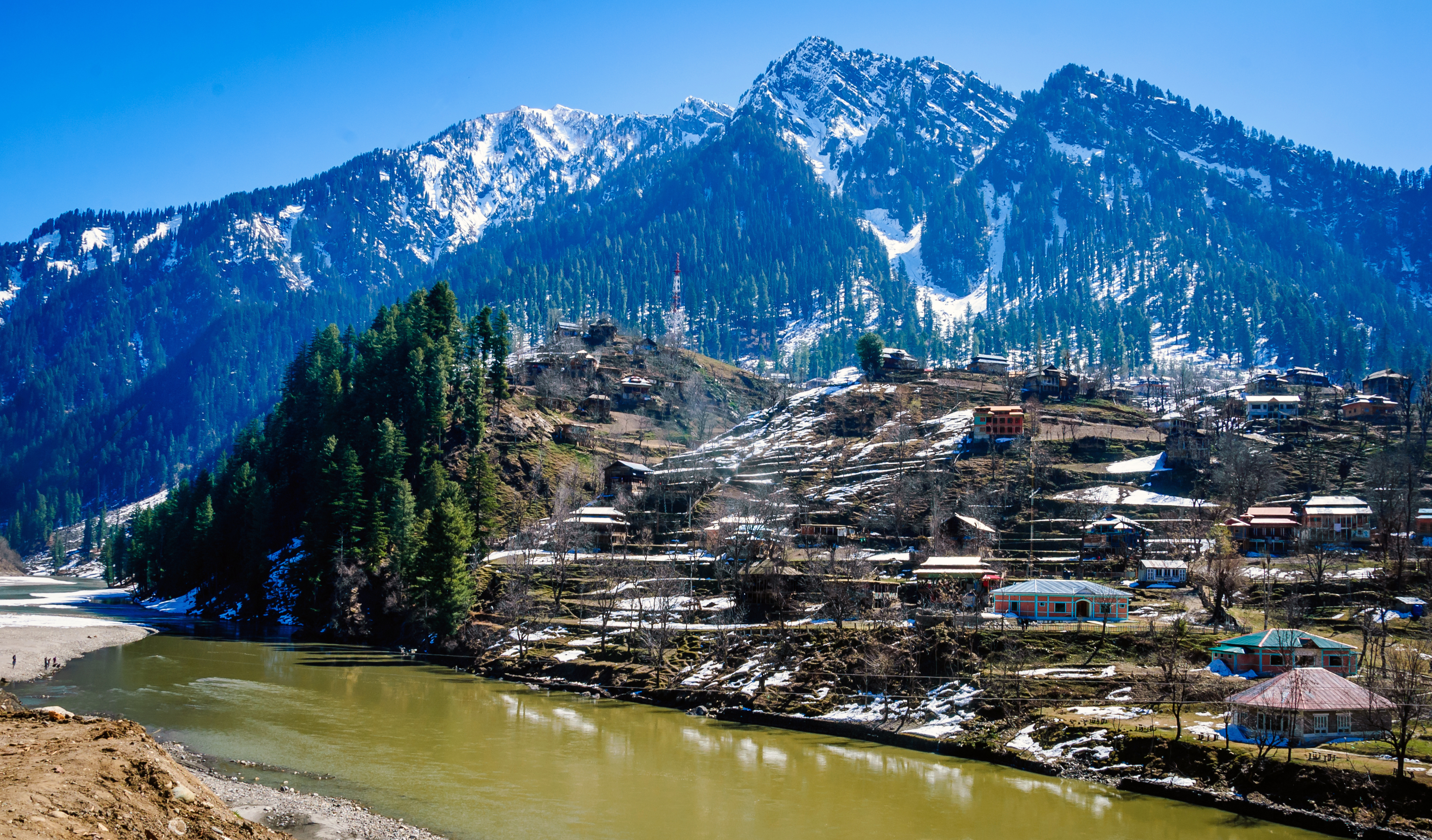
Valle de Neelum

El valle de Neelum es una garganta del Himalaya en la región de Cachemira, a lo largo de la cual fluye el río Neelum. Este valle verde y fértil tiene una longitud de 250 km y se extiende desde Muzaffarabad hasta Athmuqam y más allá hasta Taobutt. Es uno de los lugares turísticos más atractivos, como Swat y Chitral, pero debido al mal sistema de carreteras todavía está velado al mundo exterior. Esta área se vio gravemente afectada por el terremoto de 2005 y quedó aislada del mundo exterior debido a que los caminos y carreteras se llenaron de escombros. Ahora se está construyendo una carretera estándar internacional.
Hay dos entradas para el valle de Neelum, una la carretera Neelum por Muzaffarabad y la otra por Kaghan, la carretera Jalkhad. El valle de Neelum comienza justo después de Muzaffarabad, pero en la división política, el área desde Muzaffarabad a Chelhana se llama valle de Kotla en la división electoral. El distrito Neelum parte de Chelhana y se dirige a Taobutt. 
La cuenca de drenaje del río Neelum recibe el nombre de Shardadesh .

## Presa
En el estado indio de Jammu y Cachemira, comenzaron los trabajos de construcción del proyecto de la Central Hidroeléctrica Kishanganga de 330 MW, después de 18 años de estar parada. Recientemente, el proyecto fue adjudicado a Hindustan Construction Company (HCC) con un plazo de siete años. El proyecto de energía hidroeléctrica Kishanganga de 330 MW sumergirá algunas partes del valle de Gurez en Cachemira. El agua del río Kishen Ganga se desviará a través de un túnel de 24 kilómetros excavado a través de las montañas hasta Bandipore, donde se unirá al lago Wular y luego al río Jhelum.
Del mismo modo, Pakistán está construyendo la central hidroeléctrica Neelum-Jhelum de 969 MW; el país ha puesto el proyecto en manos de un consorcio chino. Pakistán afirma que el proyecto de la represa de la India violará el Tratado de las Aguas del Indo y ha llevado a cabo procedimientos de arbitraje formal contra la India sobre el asunto.